# おねうち!!!マスカット
『おねうち!!!マスカット〜女の本性むき出し編〜』（おねうち!!!マスカット〜おんなのほんしょうむきだしへん〜）は、ABEMAで配信された番組である。恵比寿マスカッツの冠番組。

## 番組概要
2022年5月20日より、金曜23:30からABEMAで配信するバラエティー番組。マスカッツにとっては『恵比寿マスカッツ ハニートラップTV』以来約半年ぶりの冠番組となった。略称は「おねマス」で、初の冠番組であったテレビ東京『おねがい!マスカット』を踏襲する原点回帰の集団バラエティを目指した。
第1回はMCとして『おねマス』シリーズMCであったおぎやはぎも出演したが初回で番組卒業宣言。第1回後半および第2回以降のMCは大久保佳代子、お笑いトリオ・トンツカタンの森本晋太郎が務める。
初回には同月11日に死去したダチョウ倶楽部・上島竜兵が出演。番組冒頭で「これから始まる番組に上島竜兵さんが出演しております。本人は笑いを愛し、番組を応援してくれていましたので、そのお気持ちを尊重し通常放送させていただきます」とメッセージを流した。同番組中ではレギュラー出演予定であったことが明かされている。
サブタイトル「女の本性むき出し編」はABEMA側が提案したお題をそのまま拝借したもの。前述のように原点回帰を謳い初代メンバーが要所で招かれる構成となったが、これは「現行のメンバーがピリつく」緊張感ある現場を作る演出でもあった。
恵比寿マスカッツの解散に伴い7月29日に番組は終了。みひろ、桃乃木かな、吉澤友貴はインタビューにて「なんで最後にこの企画なの？ってちょっと思ってました（笑）」と異口同音で答えており、みひろは「でもそれがまた“マスカッツっぽい”」と述べている。

## 出演者
MC
- 大久保佳代子（オアシズ）
- 森本晋太郎（トンツカタン）

レギュラー
- 恵比寿マスカッツ

| 名前       | キャッチフレーズ                      | 備考                       |
| ---------- | ------------------------------------- | -------------------------- |
| 石岡真衣   | 自分大好き                            |                            |
| 市川まさみ | 5代目リーダー                         |                            |
| 羽咲みはる | ぴょんぴょんワシンぴょん              |                            |
| 川上なな実 | ハリウッド女優                        |                            |
| 神崎紗衣   | 酒と泪と男と金 元女                   |                            |
| 黒沢美怜   | 薄幸キャット                          | 黒沢みれにゃん名義もある。 |
| 辰巳シーナ | 中華街の悪魔                          |                            |
| 藤原亜紀乃 | 魚屋のフーミン                        |                            |
| 松岡凛     | 顔面足立区                            |                            |
| 三上悠亜   | SNSクイーン                           |                            |
| みひろ     | 今年で40歳                            | 初代恵比寿マスカッツ       |
| 桃乃木かな | ピーチ姫                              |                            |
| 吉澤友貴   | 2代目ハイヒール・モモコ               |                            |
| 如月さや   | ウグイス嬢                            |                            |
| 小林ひろみ | 令和の小柳ルミ子 徳島の野生児         |                            |
| 桜もこ     | おバカクイーン                        |                            |
| 白藤有華   | 八王子連続女万引き犯                  |                            |
| なつ葵     | あなたの心の金閣寺                    |                            |
| 奈良歩実   | ヤバいやつ タイ米娘                   |                            |
| まいてぃ   | Tバック隊長                           |                            |
| 松本ゆん   | びっくり顔                            |                            |
| みやむ     | 強烈エロー注意報                      |                            |
| 栄川乃亜   | 鼻うどん                              |                            |
| 希島あいり | バカカワクイーン                      | 初代恵比寿マスカッツ       |
| 山岸逢花   | 女子アナ風味                          |                            |
| ゆーりまん | お酒大好きゆーりまん                  | 旧名:深田結梨              |
| 広瀬りおな | マイコー・ジャクソン? 3週連続マイケル |                            |

初代マスカッツ
- 安藤あいか
- 川村りか
- 吉沢明歩(以上第1回)
- 麻美ゆま
- 児玉菜々子
- 沢辺りおん
- 里美ゆりあ(以上第2回、第3回)
- 蒼井そら(第6回)

ゲスト
- おぎやはぎ(初回MC) ※小木は第2回にもコーナー出演
- 上島竜兵(初回)
- ゴルゴ松本（TIM）(第2回、第3回)
- 土田晃之（第4回、第5回）
- 長久弦（第4回）※偽プロデューサー役
- 宮田綾子？(第4回)※偽アシスタント役
- 高山何某(第5回)※偽ディレクター役
- 菊池ピン子(第5回)※仕掛け人役
- 品川祐(品川庄司)(第7回)
- 鈴木紗理奈(第7回)
- 黒沢かずこ(森三中)(第8回)[6]
- 山根のババア(山根愛美)(第8回)
- 清野茂樹(第8回)※実況役

## コーナー
マスカッツ一斉捜査！(第1回)
悪い本性をむき出しのSNSを上げているやつを取り締まる。問題なし(青)、保護者呼び出し(黄)、停学(赤)の札で大久保が判断、あまりにも停学の数が累積されると退学となる。
スマホが捉えたマスカッツの喧嘩(第1回～第2回)
喧嘩しているメンバーを出演者が止めて理由を答えようとするが、勢いが強すぎて結局服がボロボロになる落ちになるコーナー。
クイズ！女の本性(第4回～第5回)
マスカッツメンバーに女の本性が暴くドッキリを仕掛ける。そして男の肩書によって態度を変える性悪な女の本性をあぶり出す！それに対してどんな反応をするかを他のメンバーは予想するコーナー。
ABEMAドラマ「伝説の指圧師」（大根仁監督）の主演オーディションに参加を打診、しかし主演オーディションはライブのある2022年5月25日16時30分から18時30分だという。
マスカッツメンバーはライブかオーディションかどちらを取るかを他のメンバーが予測する。(第4回)
打ち合わせ中に偽ディレクターが連絡先を聞いてくる(①)仕掛け人が｢実は偽ディレクター、ABEMA社長の息子｣という嘘情報を入れる(②)超金持ちだとわかったら連絡先を教えるのか、教えないのかを検証する(第5回)
かわいい甲子園(第7回)
お題に沿ったかわいい一言を披露、審判の独断と偏見でかわいいかジャッジ、かわいいければ「ホームラン」で1点、かわいくなければ「アウト」3アウトでチェンジ。
THE MATCHCH（ザ・マッチッチ）(第8回)
1ラウンド1分3ラウンド制、セコンドから渡すコップ1杯分の強炭酸水を飲んだ状態でボクシング。ゲップが出てしまったらKO。『THE MATCH』のパロディコーナー。